# 北海道立向陽学院
北海道立向陽学院（ほっかいどうりつこうようがくいん）は、北海道北広島市にある児童自立支援施設。
不良行為をなし、又はなすおそれのある児童、及び家庭環境その他の環境上の理由により生活指導などを要する女子児童を入所させ、個々の児童の状況に応じて必要な指導を行い、その自立を支援することを目的とした児童福祉施設である。
本学院は男子の入院はできない。

## 歴史
- 1950年（昭和25年）3月 - 道立女子教護院設置が決定。
- 1951年（昭和26年）
  - 4月 - 北海道規則第85号を以て、北海道立向陽学院設置規則公布。
  - 6月 - 札幌市南区南の沢1844番地に敷地面積16万0525.94平方メートル、第1期工事において3寮舎（211.91平方メートル×3）、炊事棟（99.09平方メートル）完工。
  - 9月29日 - 開院式挙行。
  - 10月 - 3寮夫婦小舎制（すずらん寮・しらかば寮・はまなす寮）児童定員45名で児童入院開始
- 1966年（昭和41年）9月 - 創立15周年記念式典挙行。
- 1969年（昭和44年）9月 - 院章制定。
- 1971年（昭和46年）9月 - 創立20周年記念式典挙行。
- 1983年（昭和58年）2月 - 北海道知事により愛鳥モデル校指定。
- 1987年（昭和62年）3月 - 学院移転改築のため札幌郡広島町字西の里1015番地（現:北広島市西の里1015番地）に土地購入・実施計画完了。
- 1989年（平成元年）
  - 6月 - 学院が札幌市から札幌郡広島町に移転。4寮夫婦小舎制（すずらん寮・しらかば寮・あじさい寮・はまなす寮）児童定員48名となる。
  - 7月 - 開院式挙行。
- 1998年（平成10年）4月 - 児童福祉法改正に伴い施設種別が「教護院」から「児童自立支援施設」に変更。
- 2009年（平成21年）4月 - 学院内に北広島市立西の里中学校陽香分校開設。
- 2011年（平成23年）4月 - 学院内に北広島市立西の里小学校陽香分校開設。

## 周辺
- 北広島市立西の里小学校（本校） - 道路をはさんで隣接。

## アクセス
- JR北海道バス循環新32系統・新札幌西の里線[1]「西の里学校通」バス停（国道274号上）下車後、徒歩。